# 清水真木
清水 真木（しみず まき、男性、1968年3月11日 - ）は、日本の哲学者、明治大学教授。

## 経歴
東京都生まれ。清水幾太郎の孫で、母は清水禮子。1991年東京大学文学部西洋古典学科卒、1993年同哲学科卒、1998年、同大学院哲学専攻博士課程修了、博士（文学）。博士論文は「二つのペシミズムの間で-ニーチェにおける『自由なる精神』への道」。1998年広島大学総合科学部講師、2004年助教授、2007年准教授、2008年明大商学部准教授、2010年教授。

## 著書
- 『岐路に立つニーチェ 二つのペシミズムの間で』法政大学出版局、1999
- 『ニーチェ 知の教科書』講談社選書メチエ、2003
  - 『ニーチェ入門』ちくま学芸文庫、2018
- 『友情を疑う 親しさという牢獄』中公新書、2005
- 『これが「教養」だ』新潮新書、2010
- 『忘れられた哲学者　土田杏村と文化への問い』中公新書、2013
- 『感情とは何か プラトンからアーレントまで』ちくま新書、2014
- 『新・風景論　哲学的考察』筑摩選書、2017

## 注
1. ↑  http://app.f.m-cocolog.jp/t/typecast?__mode=individual&blog_id=63185&id=1113173&user_id=62088